# Medea Dżugeli
Medea Dżugeli (gruz. მედეა ჯუღელი ros. Медея Николаевна Джугели, ur. 1 sierpnia 1925 w Kutaisi, zm. 8 stycznia 2016 w Tbilisi) – gruzińska gimnastyczka. W barwach ZSRR dwukrotna medalistka olimpijska z Helsinek.
Zawody w 1952 były jej jedynymi igrzyskami olimpijskimi. Zdobyła dwa medale, oba w rywalizacji drużynowej. Była złotą medalistką w wieloboju drużynowym, w drużynowych ćwiczeniach z przyborem reprezentantki Związku Radzieckiego zajęły drugie miejsce. Indywidualnie najwyższe, czwarte miejsce, zajęła w konkurencji skoku. Była w niej mistrzynią ZSRR w latach 1945, 1947 i 1951-55. Po zakończeniu kariery pracowała jako trenerka i sędzia gimnastyczny.
Została odznaczona m.in. gruzińskim Orderem Honoru i radzieckim Orderem „Znak Honoru”. Otrzymała tytuł Zasłużonego Mistrza Sportu.